# Луг (Порховский район)
Луг — деревня в Порховском районе Псковской области. Входит в состав сельского поселения «Славковская волость».
Расположена в западной части района, на автодороге Псков - Порхов и близ соответствующего участка железной дороги, в 26 км юго-западнее от районного центра Порхов. Восточнее находится деревня Подсевы.

## Население
Численность населения деревни на 2000 год составляла 41 житель.